# Pieramoha (rejon homelski)
Pieramoha (biał. Перамога; ros. Победа, Pobieda) – osiedle na Białorusi, w obwodzie homelskim, w rejonie homelskim, w sielsowiecie Ułukauje. Od północy i zachodu graniczy z Homlem.
Pieramoha położona jest pomiędzy linią kolejową Zakapyccie – Homel a drogą magistralną M10.